# Wróć, mała Shebo (film 1952)
Wróć, mała Shebo (ang. Come Back, Little Sheba) – amerykański dramat filmowy z 1952 roku w reżyserii Daniela Manna, będący adaptacją sztuki teatralnej pod tym samym tytułem autorstwa Williama Inge’a.
Zmęczone sobą małżeństwo, wynajmuje pokój młodej dziewczynie. Ta staje się dla nich córką, której nigdy nie mieli.
Film otrzymał trzy nominacje do Oscara, zdobywając jedną nagrodę dla najlepszej aktorki. Obraz był prezentowany w konkursie głównym na 6. MFF w Cannes.
W 1977 roku powstała telewizyjna wersja filmu, w której wystąpili Laurence Olivier, Joanne Woodward i Carrie Fisher.

## Obsada
- Burt Lancaster jako Doc Delaney
- Shirley Booth jako Lola Delaney
- Terry Moore jako Marie Buckholder
- Richard Jaeckel jako Turk Fisher
- Philip Ober jako Ed Anderson
- Edwin Max jako Elmo Huston
- Lisa Golm jako pani Coffman
- Walter Kelley jako Bruce

i inni

## Nagrody i nominacje
25. ceremonia wręczenia Oscarów
- najlepsza aktorka pierwszoplanowa − Shirley Booth
- nominacja: najlepsza aktorka drugoplanowa − Terry Moore
- nominacja: najlepszy montaż − Warren Low

7. ceremonia wręczenia nagród Brytyjskiej Akademii Filmowej
- nominacja: najlepsza aktorka zagraniczna − Shirley Booth
- nominacja: najlepszy film z jakiegokolwiek źródła

10. ceremonia wręczenia Złotych Globów
- najlepsza aktorka w filmie dramatycznym − Shirley Booth
- nominacja: najlepszy film dramatyczny

6. Międzynarodowy Festiwal Filmowy w Cannes
- najlepsza aktorka − Shirley Booth
- nagroda międzynarodowa za film dramatyczny − Daniel Mann
- nominacja: Złota Palma − Daniel Mann